# 沈阳体育学院体育场
沈阳体育学院体育场，座落于中国辽宁省沈阳市苏家屯区金钱松东路沈阳体育学院校内，建于2007年，现为中国足球甲级联赛球队沈阳沈北的主场。这里曾是2008年北京奥运会足球预选赛的训练场地。2012年，由于沈阳沈北队的原主场沈阳奥体中心改造，沈阳沈北决定将主场迁至沈阳体育学院体育场，为此体育场进行了改造。